# Cykelinfanteri

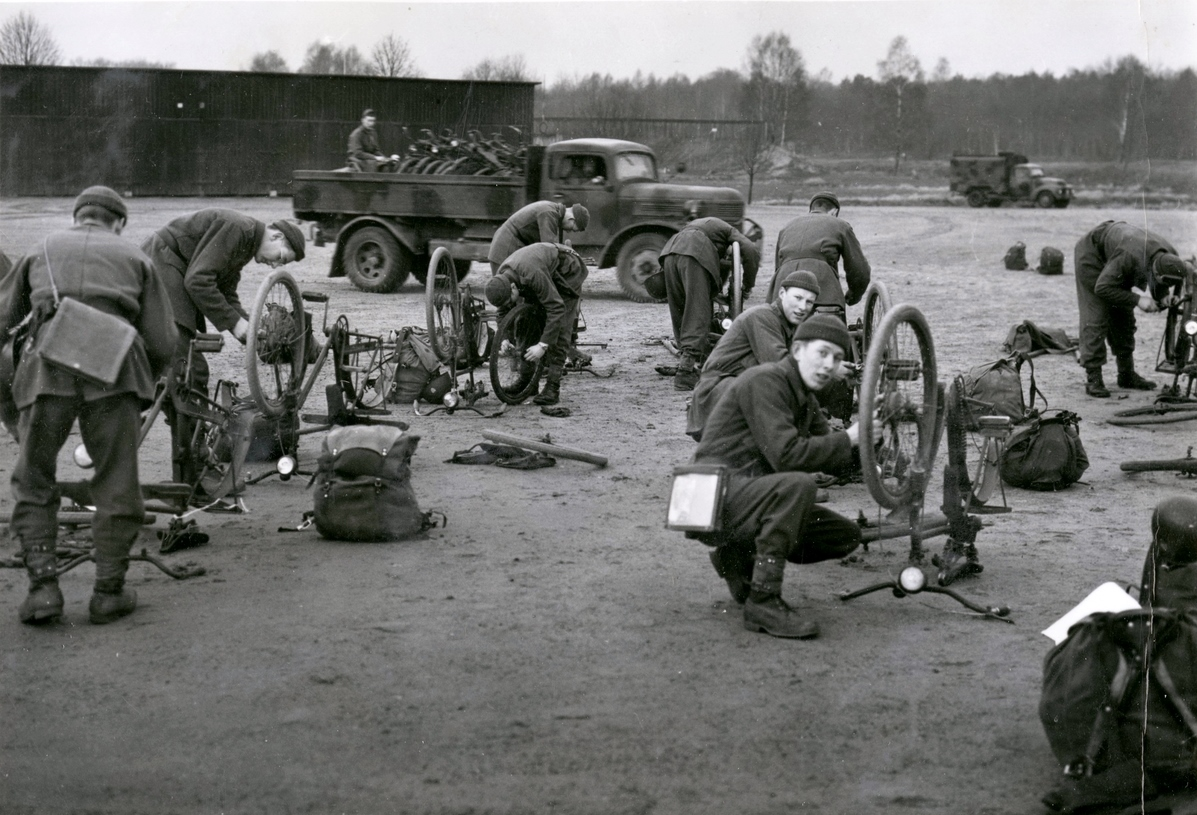
Fälttävlan i cykelsammansättning på Skånska trängbataljonen (T4), 1956 eller 1957

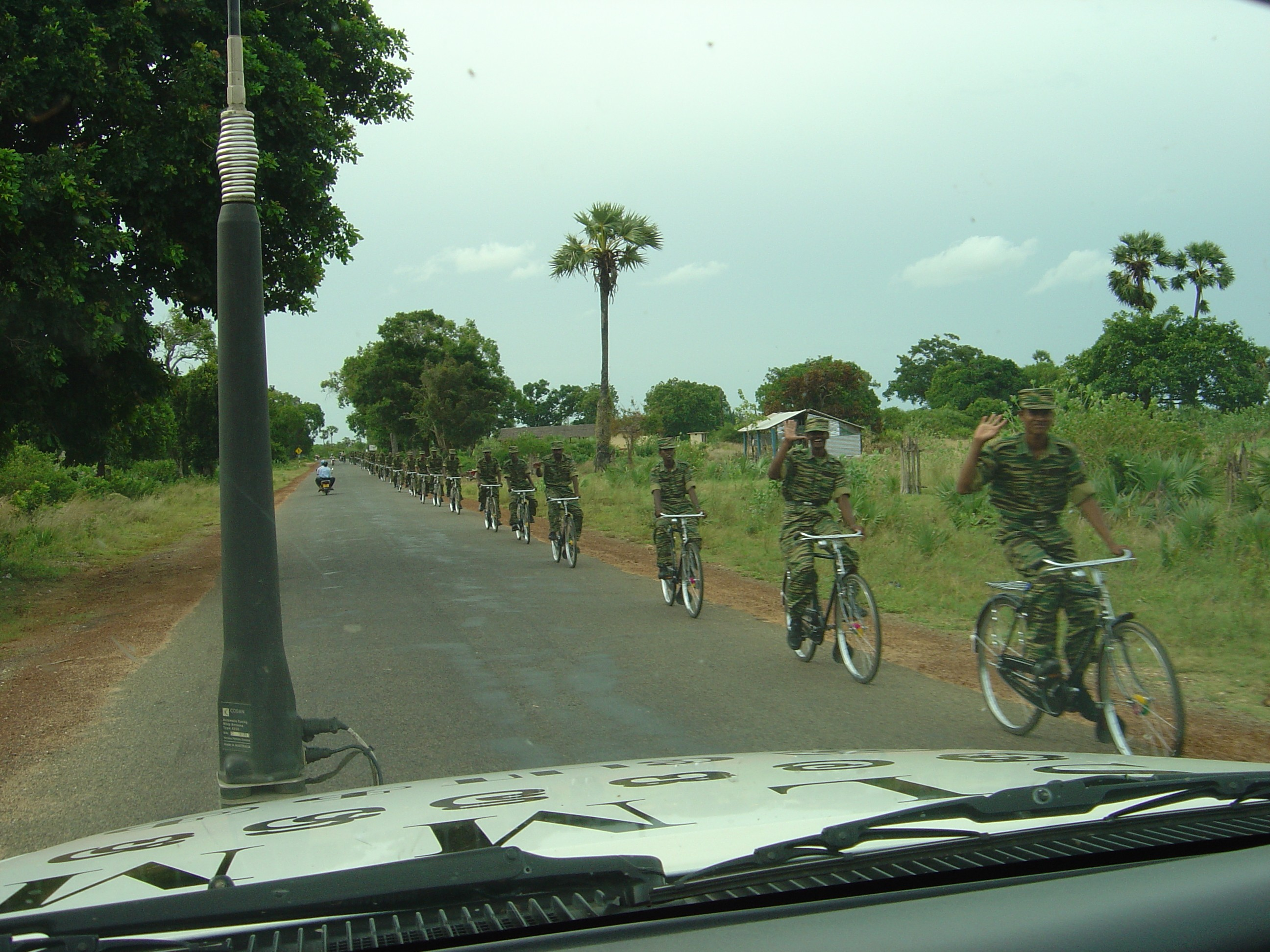
Gerillarörelsen LTTE:s cykelburna infanterister i norra Sri Lanka, 2004.

Cykelinfanteri är infanterisoldater som tar sig fram på cyklar. Termen började användas i slutet av 1800-talet,  efter det att säkerhetscykeln introducerats. Cykelinfanterier är numera sällsynta i välutrustade arméer, men används fortfarande av exempelvis milisgrupper och gerillarörelser[källa behövs].

## Första och andra världskriget

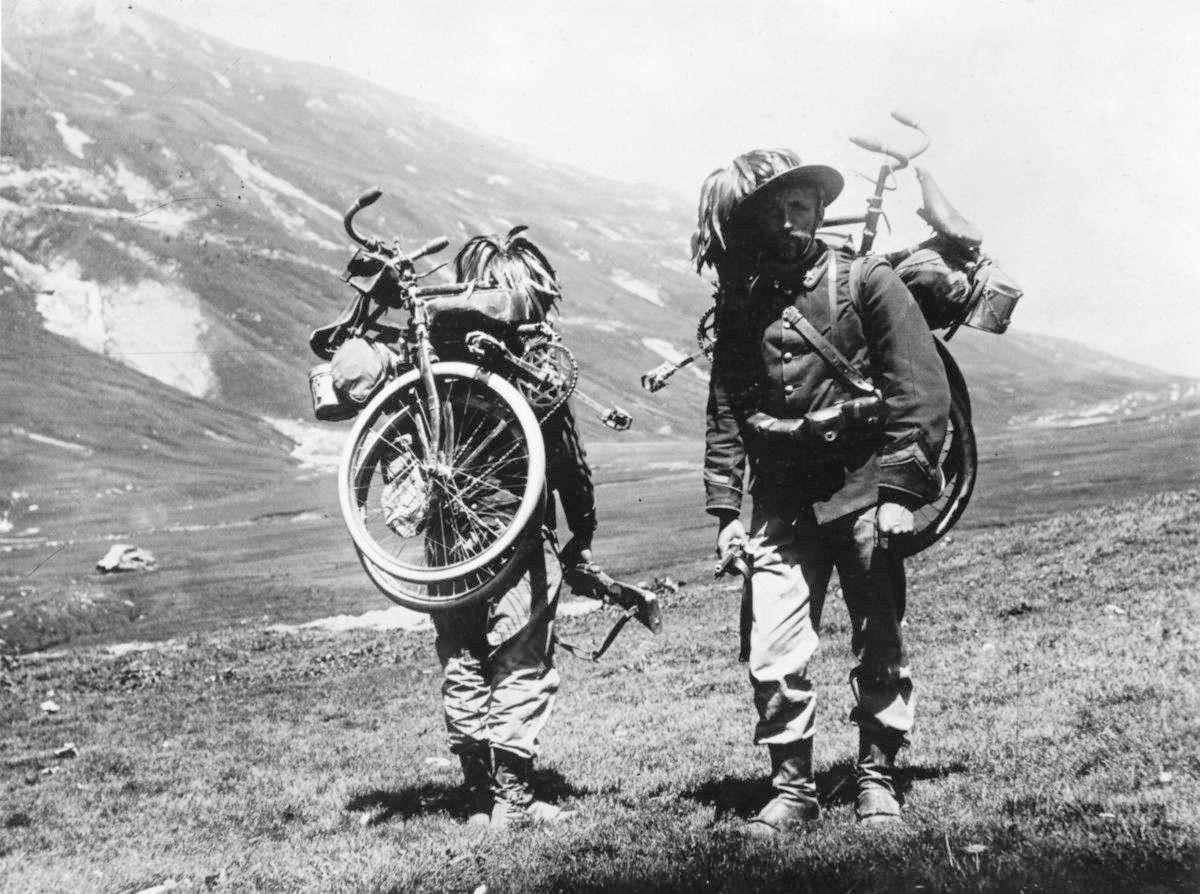
Italienska Bersaglieri under första världskriget (1917).

Under första världskriget användes cykelburna infanterier, utkiker, budbärare och sjukvårdare av alla de stridande parterna. De italienska Bersaglieri-styrkorna använde cyklar till slutet av kriget. De tyska jägarbataljonerna hade ett cykelkompani (Radfahr-Kompanie) var vid krigsutbrottet, och under kriget tillkom ytterligare kompanier. Sammanlagt kom de tyska cykelkompanierna att uppgå till 80 stycken, och ett antal av dem organiserades i åtta Radfahr-Bataillonen (cykelbataljoner). 
Under Japans invasion av Kina, 1937, använde de japanska styrkorna omkring 50 000 cykelburna soldater, och under Japans krig i Sydostasien under andra världskriget spelade de cykelburna trupperna en viktig roll. Finlands armé använde många, huvudsakligen svensktillverkade, cyklar under Finska vinterkriget och fortsättningskriget.
Danmark inrättade 1937 ett cyklistregemente om cirka 1 800 soldater, med bas i Odense. Det infördes aldrig till fullo, utan endast den fjärde bataljonen om 788 man blev cykelburen innan andra världskrigets utbrott. Regementets femte bataljon förblev troligen fotsoldater och återstoden använde motorfordon eller omfördelades. Fjärde bataljonen hann dock utmärka sig under striderna i södra Jylland under den tyska invasionen 1940.

## Okonventionell krigföring

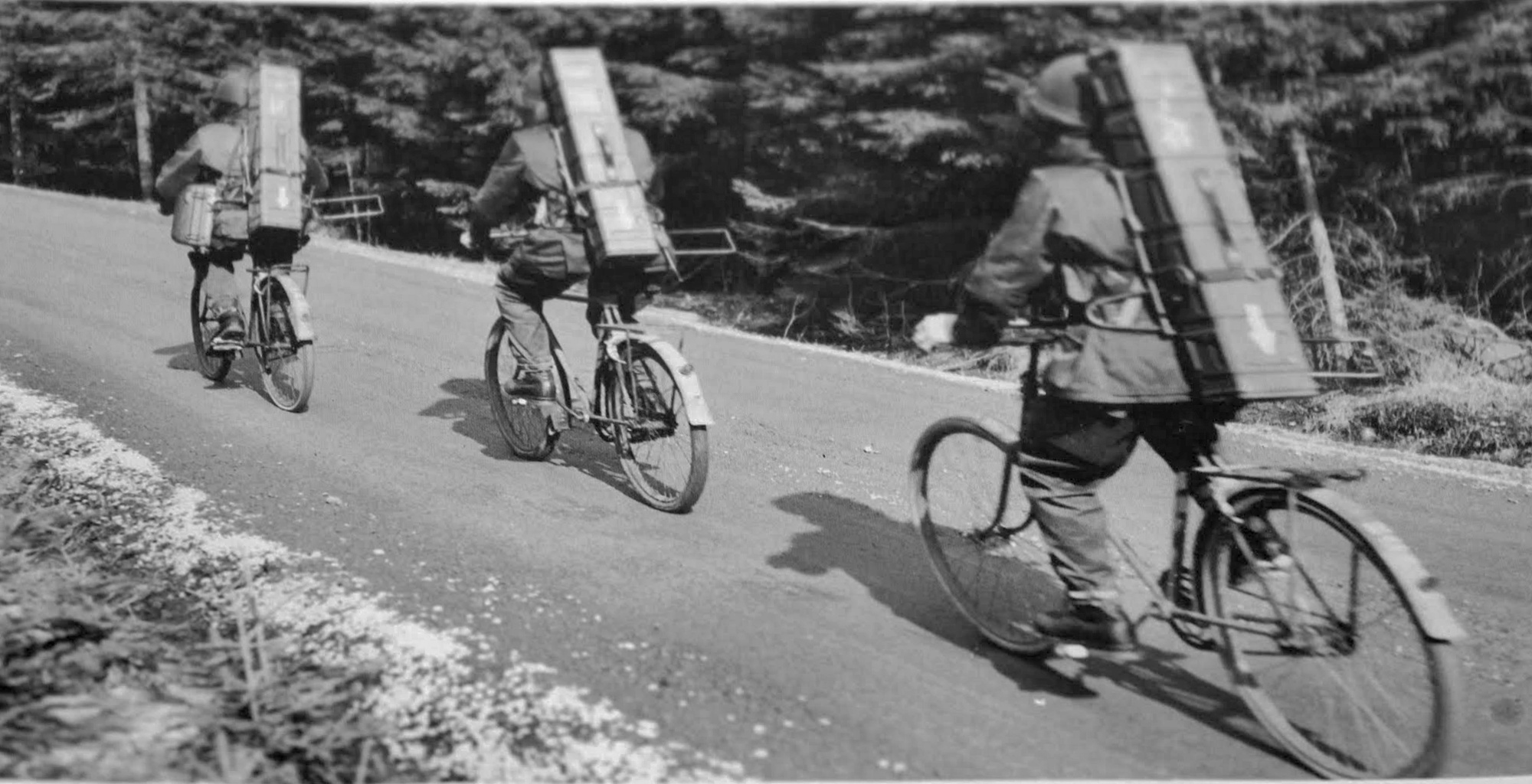
Svenskt cykelskytteinfanteri, 1960-tal, med Rb53 i lådor.

Cyklarna kom med tiden att ersättas av motordrivna transportmedel i mer moderna arméer, men under de senaste årtiondena har de fått nytt liv som ett "folkets vapen" i gerillakrigföring, där möjligheten att transportera last med cykel gör den mycket användbar för lätt utrustade styrkor. Under långa tidsperioder använde FNL och Nordvietnams armé cyklar för att frakta mat och material längs "Ho Chi Minhleden". Cyklarna var tungt lastade och fick vanligtvis ledas. Dessa "lastcyklar" byggdes om med förstärkta ramar för att klara den tunga lasten i all slags terräng.

## Sverige
I början av andra världskriget fanns det inom den svenska armén sex cykelburna infanteriregementen. De var utrustade med svensktillverkade militärcyklar. Den vanligaste modellen var cykel m/42, som producerades av flera svenska cykeltillverkare. De cykelburna infanteriregementena avvecklades åren 1948–1952, och cyklarna övergick till försvarsområdenas cykelskyttebataljoner.
Cykelskyttebataljoner var lokalförsvarsförbandens rörliga reserv ända in på 1970-talet. En cykelskyttebataljon bestod av en bataljonstab, tre cykelskyttekompanier och ett cykelunderstödskompani eller cykeltrosskompani som hade de fordon som krävdes för tolkning. Senare kompletterades vissa bataljoner även med ett cykelgranatkastarkompani.